# Monactis
Monactis is een geslacht van zeeanemonen uit de klasse van de Anthozoa (bloemdieren).

## Soort
- Monactis vestita (Gravier, 1918)